# Гелен Тобіас-Дуесберґ
Гелен Тобіас-Дуесберґ (ест. Helen Tobias-Duesberg; 11 червня 1919, Сууре-Яані — 4 лютого 2010, Саванна, Джорджія) — американська композиторка естонського походження.
|  | Це незавершена стаття про композиторку. Ви можете допомогти проєкту, виправивши або дописавши її. |